# Androgün

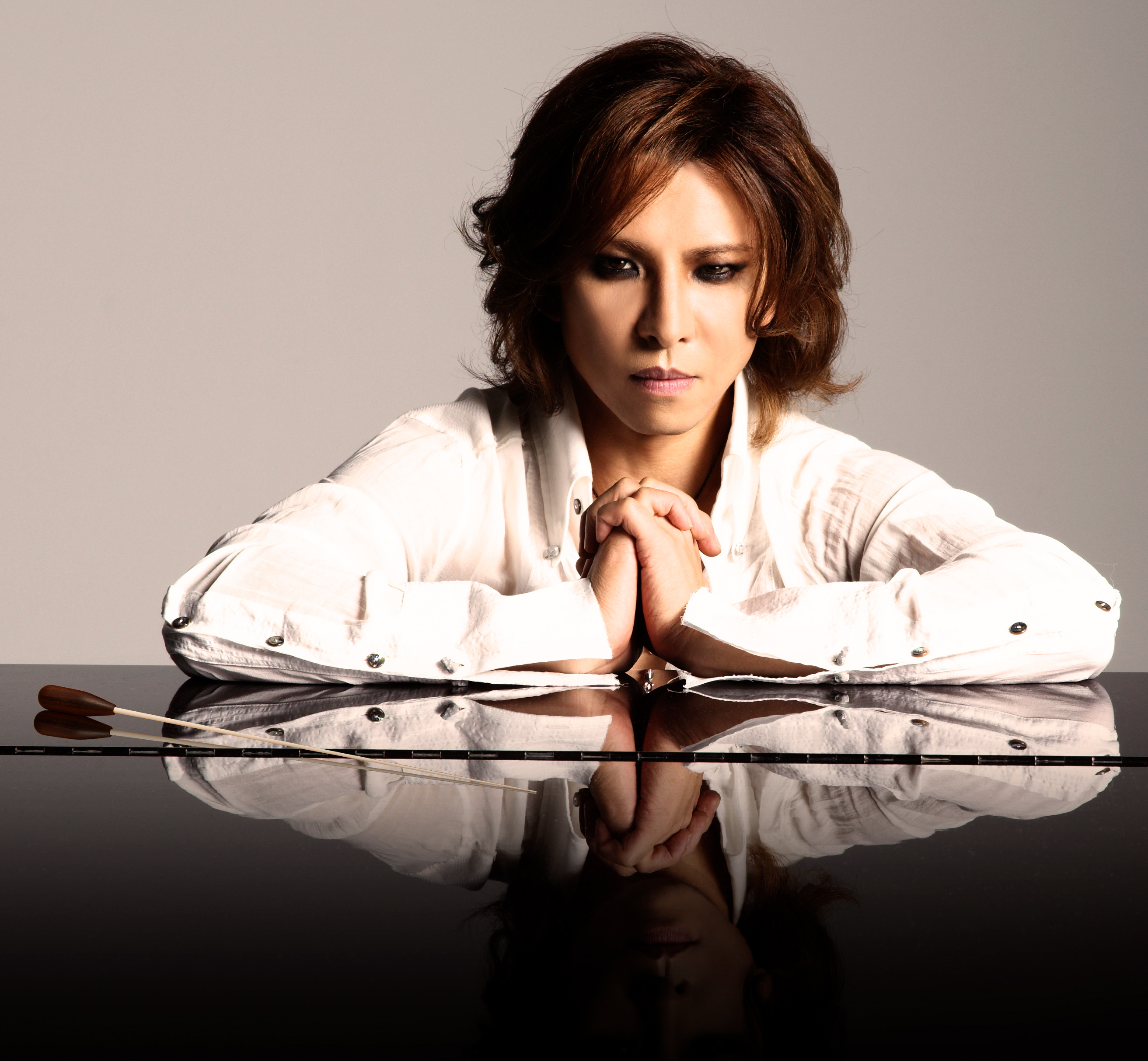
Yoshiki

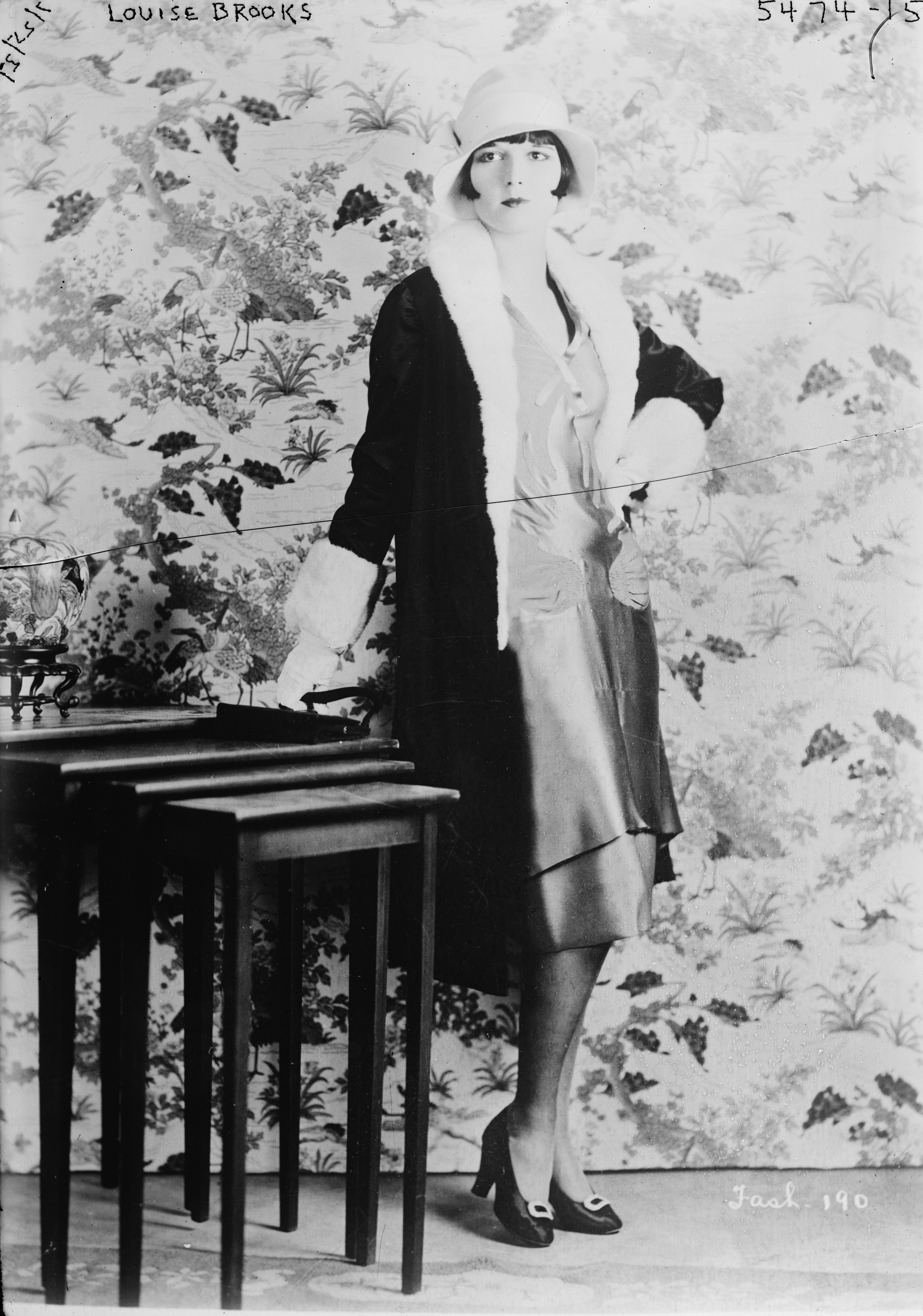
Louise Brooks színésznő, a flapperek megtestesítője

Az androgün szónak többféle aspektusból is értelmezhető a jelentése. Általánosságban olyan személyt értünk rajta, aki egyformán erőteljesen rendelkezik maszkulin és feminin jegyekkel. A pszichológiai megközelítés szerint az androgün személyiségek mindkét nem személyiségjegyeivel rendelkeznek. A görög mitológiában gyakran jelennek meg androgün alakok, akik a kívánatos férfi és női jellemvonások ötvözetét képviselték. Biológiai szempontból külön lehet beszélni a kétnemű emberekről, a hermafroditákról, az androgün szót azonban magyarul nem használjuk ennek kifejezésére. Androgünnek hívjuk az olyan személyeket is, akik külsejükben, megjelenésükben is kombinálják a nőies és férfias vonásokat, összemossák azokat. Manapság leginkább a szónak ez a jelentése a leggyakoribb, sokszor használják például a divatban is.
Pszichológusok szerint az androgün külsejű embereket nem lehet és nem szabad úgy jellemezni, hogy „úgy néz ki mint egy lány/fiú”, mert ez sokkal több pusztán a másik nemre hasonlításnál, egyfajta önkifejezés. Egy személy androgün mivolta nem határozza meg sem a szexuális orientációját, sem a genderidentitását, ez tulajdonképpen egy stílusirányzat. Az 1920-as években a lázadó fiatal nők, a flapperek is androgün külsőt öltöttek, rövid hajat vágattak, térdig érő szoknyát viseltek (ami akkoriban botrányosnak számított).
Androgün külsejű hírességek például David Bowie, Annie Lennox, Bill Kaulitz, Ruby Rose, Yoshiki vagy éppen a K-pop-idol G-Dragon.